# Achyranthes polystachia
Achyranthes polystachia är en amarantväxtart som beskrevs av Peter Forsskål. Achyranthes polystachia ingår i släktet Achyranthes och familjen amarantväxter. Inga underarter finns listade i Catalogue of Life.